# Изидор, Вильсон
Вильсо́н Изидо́р (фр. Wilson Isidor; род. 27 августа 2000, Рен, Бретань, Иль и Вилен, Франция) — французский футболист, нападающий клуба «Сандерленд».

## Клубная карьера
Уроженец Ренна, воспитанник академии футбольного клуба своего родного города.
11 ноября 2018 года дебютировал во французской Лиге 1 (высшем дивизионе чемпионата Франции) в матче против «Пари Сен-Жермен», выйдя на замену Радамелю Фалькао.
22 января 2022 года подписал контракт с московским «Локомотивом».
9 сентября 2023 года ушёл в аренду в петербургский «Зенит». Футболист взял себе 10-й игровой номер, который ранее был у Малкома, перешедшего в это же трансферное окно в «Аль-Хиляль». 17 сентября 2023 года дебютировал за клуб в матче против «Рубина» (3:0), в котором на 8-й минуте отметился забитым мячом. В мае 2024 года клуб выкупил трансфер игрока и подписал с ним двухлетний контракт.
23 августа 2024 года был арендован английским «Сандерлендом» с обязательным правом выкупа. В феврале 2025 года был выкуплен.

## Карьера в сборной
28 марта 2017 года Изидор дебютировал в составе сборной Франции до 17 лет в игре против сборной Швеции. 30 августа 2017 года сыграл свой первый матч за сборную Франции до 18 лет. 13 октября 2018 года дебютировал за сборную Франции до 19 лет в игре против сборной Армении, сделав в этом матче хет-трик. 17 ноября 2018 года сделал ещё один хет-трик за сборную до 19 лет в матче против сборной Литвы.

## Достижения
«Зенит»
- Чемпион России: 2023/24
- Обладатель Кубка России: 2023/24
- Обладатель Суперкубка России: 2024

## Статистика выступлений
| Выступление             | Выступление      | Выступление      | Лига | Лига | Кубки | Кубки | Еврокубки | Еврокубки | Прочие | Прочие | Итого | Итого |
| Клуб                    | Лига             | Сезон            | Игры | Голы | Игры  | Голы  | Игры      | Голы      | Игры   | Голы   | Игры  | Голы  |
| ----------------------- | ---------------- | ---------------- | ---- | ---- | ----- | ----- | --------- | --------- | ------ | ------ | ----- | ----- |
| Монако                  | Лига 1           | 2018/19          | 1    | 0    | 2     | 0     | —         | —         | —      | —      | 3     | 0     |
| Монако                  | Лига 1           | 2021/22          | 4    | 0    | 2     | 0     | 3         | 0         | —      | —      | 9     | 0     |
| Монако                  | Итого            | Итого            | 5    | 0    | 4     | 0     | 3         | 0         | —      | —      | 12    | 0     |
| → Лаваль                | Насьональ        | 2019/20          | 13   | 1    | 1     | 0     | —         | —         | —      | —      | 14    | 1     |
| → Лаваль                | Итого            | Итого            | 13   | 1    | 1     | 0     | —         | —         | —      | —      | 14    | 1     |
| → Бастия-Борго          | Насьональ        | 2020/21          | 29   | 16   | 1     | 0     | —         | —         | —      | —      | 30    | 16    |
| → Бастия-Борго          | Итого            | Итого            | 29   | 16   | 1     | 0     | —         | —         | —      | —      | 30    | 16    |
| Локомотив (Москва)      | Премьер-лига     | 2021/22          | 11   | 7    | 1     | 0     | —         | —         | —      | —      | 12    | 7     |
| Локомотив (Москва)      | Премьер-лига     | 2022/23          | 20   | 8    | 4     | 2     | —         | —         | —      | —      | 24    | 10    |
| Локомотив (Москва)      | Премьер-лига     | 2023/24          | 4    | 1    | 2     | 1     | —         | —         | —      | —      | 6     | 2     |
| Локомотив (Москва)      | Итого            | Итого            | 35   | 16   | 7     | 3     | —         | —         | —      | —      | 42    | 19    |
| Зенит (Санкт-Петербург) | Премьер-лига     | → 2023/24        | 14   | 2    | 7     | 0     | —         | —         | —      | —      | 21    | 2     |
| Зенит (Санкт-Петербург) | Премьер-лига     | 2024/25          | 3    | 1    | 2     | 1     | —         | —         | —      | —      | 5     | 2     |
| Зенит (Санкт-Петербург) | Итого            | Итого            | 17   | 3    | 9     | 1     | —         | —         | —      | —      | 26    | 4     |
| Сандерленд              | Чемпионшип       | 2024/25          | 43   | 12   | 0     | 0     | —         | —         | 3      | 1      | 46    | 13    |
| Сандерленд              | Премьер-лига     | 2025/26          | 1    | 1    | 0     | 0     | —         | —         | —      | —      | 1     | 1     |
| Сандерленд              | Итого            | Итого            | 44   | 13   | 0     | 0     | —         | —         | 3      | 1      | 47    | 14    |
| Всего за карьеру        | Всего за карьеру | Всего за карьеру | 143  | 49   | 22    | 4     | 3         | 0         | 3      | 1      | 171   | 54    |

1. ↑  В графу «Кубки» входят игры и голы в национальных кубках, кубках лиги и суперкубках.